# Simulium arlecchinum
Simulium arlecchinum är en tvåvingeart som beskrevs av Craig 1987. Simulium arlecchinum ingår i släktet Simulium och familjen knott. Inga underarter finns listade i Catalogue of Life.